# Рагби репрезентација Бахама
Рагби репрезентација Бахама је рагби јунион тим који представља Бахаме у овом екипном спорту. Први званичан меч рагбисти Бахаме су одиграли 22. марта 1997., када су поражени од репрезентације Бермуда 24-3. Најубедљивију победу (37-23) рагбисти Бахаме су остварили над Барбадосом 5. априла 1997. Најтежи пораз су доживели 2005., када их је Барбадос декласирао 52-3. 